# Gole dell'Hérault
Le Gole dell'Hérault (Gorges de l'Hérault in francese) sono un canyon creato dall'erosione del fiume Hérault. Sono situate nel dipartimento dell'Hérault nella regione Occitania (già Languedoc-Roussillon).
Sono un sito turistico facente parte del Grand site national di Francia.